# 小山秀綱
小山 秀綱（おやま ひでつな）は、戦国時代から江戸時代初期にかけての武将・戦国大名。小山氏18代当主。下野国祇園城主。

## 生涯
享禄2年（1529年）、小山高朝の長男として誕生。当初は父・高朝の1字を取って氏朝（うじとも）、後に氏秀（うじひで）と名乗る。双方の｢氏｣の字はそれまでの慣例に倣い古河公方・足利氏より偏諱を受けたものと思われる。秀綱はその後に名乗った。
永禄3年（1560年）頃に家督を継ぐ。この頃の関東は古河公方・足利晴氏の嫡男・藤氏を擁し、上杉憲政より関東管領を受け継いだ上杉謙信と、藤氏の異母弟・足利義氏を擁する北条氏康の二大勢力の狭間にあった。永禄4年（1561年）、小田原城の戦いでは秀綱は謙信に与し後北条氏の小田原城攻撃に参加するが、永禄6年（1563年）には北条氏に内応。同年、祇園城を謙信に攻められて降伏し、人質を越後国春日山城に送った（子息・政種か）。更にその翌年には再度北条氏に通じるなど、小山氏の存続のために両陣営を度々移り変わった。このため、早くから北条氏側についていた弟・結城晴朝と度々争っていたという。
天正3年（1575年）、居城の祇園城を北条氏照に攻められたが、籠城してこれをしのいでいる。このとき既に北条氏から離反していた晴朝や近隣の宇都宮広綱・佐竹義重の協力で北条氏政に和議を申し入れたが断固として聞き入れられなかった。天正4年（1576年）、氏照に再び攻め込まれ、祇園城を攻略された。佐竹義重の許へ身を寄せた。その後、祇園城は北条氏照の直轄領として北関東攻略の拠点となっている。
その後、佐竹義重の協力で祇園城奪還を試みるものの、天正9年（1581年）には嫡子・政種が戦死してしまうなど、思うようには進まなかった。
天正10年（1582年）5月18日になると、織田信長の惣無事令により、信長の家臣である滝川一益の仲介の下、祇園城に戻った。しかし、この和睦には北条氏への帰属が条件として含まれており、北条氏の家臣が小山に滞在するなど、以前のような権力を持つことはできなかった。
そのため、天正18年（1590年）の豊臣秀吉による小田原征伐では、北条方として参陣せざるを得ず、豊臣秀吉によって改易された。旧小山氏領は弟・晴朝に与えられ、秀綱は晴朝を頼ることとなり、庶長子・秀広は結城氏の重臣に迎えられた。しかし、慶長5年（1600年）の関ヶ原の戦い直後に秀広が病死したため、秀綱は結城氏の福井藩移封には従わずに隠退した。
慶長7年（1602年）もしくは慶長8年（1603年）に死去。これにより戦国大名としての小山氏は滅亡した。家督は秀広の子・秀恒が継いだ。

## 偏諱を受けた人物
- 荒川秀景（家臣、渋江政光の実父）